# Frente Eleitoral Povo Unido
A Frente Eleitoral Povo Unido (FEPU) foi uma antiga coligação portuguesa formada pelo Partido Comunista Português (PCP), Movimento Democrático Português - Comissão Democrática Eleitoral (MDP/CDE) e pela Frente Socialista Popular (FSP), para concorrer às eleições autárquicas de 1976, que se manteve até 1978. Em 1978, foi fundada a APU - Aliança Povo Unido, já sem a Frente Socialista Popular, de Manuel Serra.

## Partidos constituintes
| Partidos/Movimentos | Partidos/Movimentos                                              | Líder                   | Ideologia                    | Espectro                    |
| ------------------- | ---------------------------------------------------------------- | ----------------------- | ---------------------------- | --------------------------- |
|                     | Partido Comunista Português                                      | Álvaro Cunhal           | Comunismo Marxismo-leninismo | Esquerda a extrema-esquerda |
|                     | Movimento Democrático Português / Comissão Democrática Eleitoral | José Manuel Tengarrinha | Socialismo                   | Esquerda                    |
|                     | Frente Socialista Popular                                        | Manuel Serra            | Socialismo                   | Esquerda                    |

## Cronologia
- 30 de setembro de 1976 - fundação da coligação FEPU[2]
- 12 de dezembro de 1976 - eleiçoes autárquicas de 1976[3]
- 14 de abril de 1978 - criação da coligação APU[4]

## Resultados

### Eleições autárquicas
| Data | Votos   | %         | Presidente de CM | Vereadores  |
| ---- | ------- | --------- | ---------------- | ----------- |
| 1976 | 737 586 | 17,7 (#3) | 37 / 304         | 268 / 1 908 |